# Monte San Martino
Pour les articles homonymes, voir San Martino.
Monte San Martino est une commune italienne de la province de Macerata dans la région Marches en Italie.
Monte San Martino compte 783 habitants.

## Administration
| Période                                  | Période | Identité | Étiquette | Qualité |
| ---------------------------------------- | ------- | -------- | --------- | ------- |
|                                          |         |          |           |         |
| Les données manquantes sont à compléter. |         |          |           |         |

### Communes limitrophes
Amandola, Montefalcone Appennino, Penna San Giovanni, Santa Vittoria in Matenano, Servigliano, Smerillo

## Écoles
Le pays possède une école maternelle, une école primaire et un collège, accueillant un peu plus d'une centaine d'étudiants.

## Sport
Le village dispose d'une équipe de football (ASD Monte San Martino) qui joue dans la troisième catégorie (dernière catégorie italien) et une équipe de futsal (ASD Athletic Molino).